# Erdei mogyorócincér
Az erdei mogyorócincér (Oberea linearis) a cincérfélék családjába tartozó, Európában honos, lombos fákon, főleg mogyorón élő bogárfaj. A mogyoró egyik legjelentősebb európai kártevője. 

## Megjelenése
Az erdei mogyorócincér testhossza 11-15 mm. Testalkata karcsú, megnyúlt. Az előtor nagyjából négyzetes, oldalai kissé domborúak. A szárnyfedők oldalvonalai szinte végig közel párhuzamosak, a váll után enyhén homorúak. Alapszíne fekete, csak a lábai egyszínű sárgák, a szárnyfedők vállainak lehajló oldalszegélyén pedig kis sárgás folt található. Szárnyfedői durván pontozottak, a pontok a szárnyfedők közepén majdnem szabályos sorokba rendeződnek; felületét gyér, barnás szőrök borítják.

## Elterjedése és életmódja
Európában honos az Ibériai-félszigettől a Kaukázusig. Magyarországon a hegy- és dombvidékek lakója.
Lárvája elsősorban a mogyoró (kisebb mértékben dió, gyertyán, éger, szil) egyéves hajtásaiban él. A nőstény a csúcstól 10-30 cm-re berágja a fiatal hajtás kérgét (ekörül a kéregszövet aztán gyűrűszerűen elhal) és ide helyezi el a petéjét. A lárva fejlődése 2 évig tart. Az első évben a lárva a csúcs felé 5-10 cm hosszan kirágja a hajtás belsejét; ez a rész elpusztul (levélhullás után jól felismerhető, mert egy-két száraz levél az ágon marad). A második évben a lárva visszafordul és mélyebbre rág, a táplálkozása törmelékeit pedig a kérgen rágott lyukon szórja ki. A második telelés után tavasz közepén bebábozódik és három héttel később előbújik az imágó. A bogár májustól júliusig rajzik, nappal többnyire a mogyorólevelek fonákján tartózkodik. 

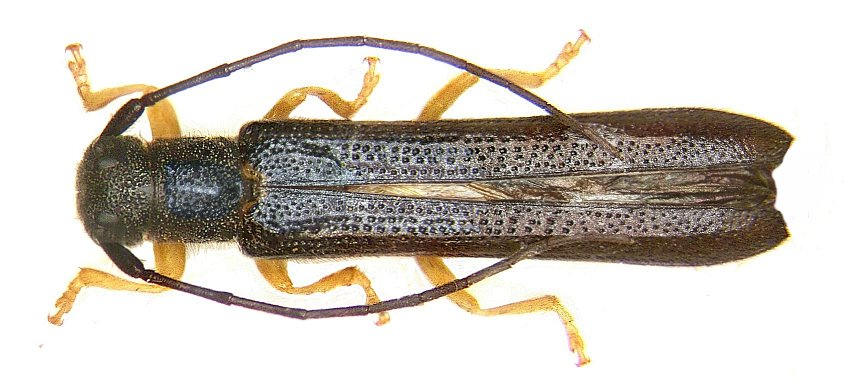
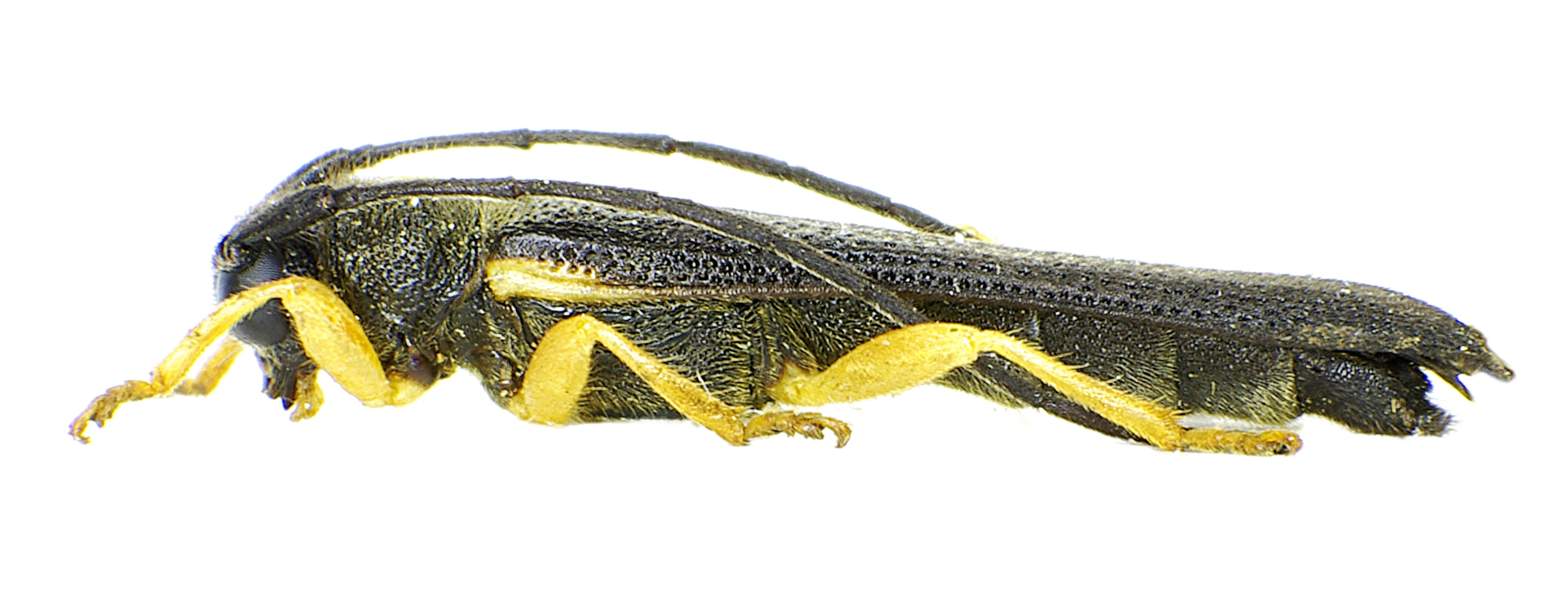
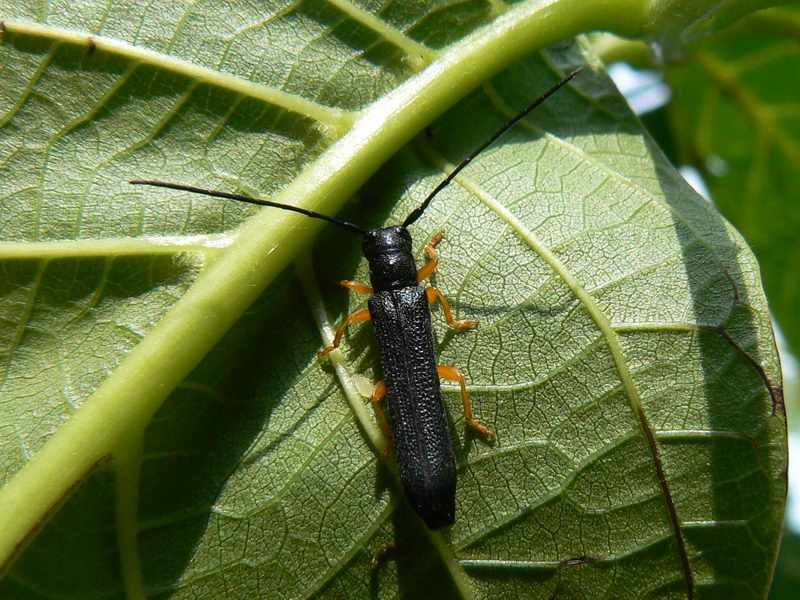

Magyarországon nem védett.